# Jette Andersen (Fußballspielerin)
Jette Andersen (* 8. Juni 1959) ist eine ehemalige dänische Fußballspielerin.

## Karriere

### Verein
Andersen spielte zehn Jahre lang und ausschließlich für die in Hjørring in der Region Nordjylland ansässige Fortuna Hjørring in der seinerzeit höchsten Spielklasse und kam am 13. April 1975 zu ihrem ersten von 348 Punktspielen im Seniorinnenbereich zum Einsatz.

### Nationalmannschaft
Andersen bestritt als Nationalspielerin für die DBU in vier Jahren 15 Länderspiele. Sie debütierte in der Nationalmannschaft am 16. Mai 1982 beim 6:0-Sieg im Freundschaftsspiel gegen die Nationalmannschaft Italiens in Ringsted als Einwechselspielerin für Annette Kamph in der 60. Minute. Mit der Mannschaft nahm sie anschließend am letztmalig ausgetragenen Turnier um die Nordische Meisterschaft 1982 teil und wurde in allen drei Spielen einsetzt, wie auch in den (letzten) vier der Gruppe 4. In ihrem ersten EM-Qualifikationsspiel am 30. April 1983 gelang ihr beim 1:1-Unentschieden gegen die Nationalmannschaft Deutschlands in Delmenhorst mit dem Treffer zum Endstand in der 51. Minute ihr einziges Länderspieltor. Damit trug sie zur Teilnahme an der EM-Finalrunde bei, in der sie beide Halbfinalespiele gegen die Nationalmannschaft Englands bestritt und nach der Hin- und Rückspielniederlage das Finale verpasste. Zwei weitere in Freundschaft ausgetragene Länderspiele (1:2 vs. Schweden am 10. August 1983 in Mellerud, 4:0 vs. Irland am 17. Mai 1985 in Dublin) sowie (die ersten) drei Spiele der EM-Qualifikationsgruppe 1 schlossen ihre Länderspielkarriere ab. 

## Erfolge
- Halbfinalist Europameisterschaft 1984